# Epimaco di Pelusio
Epimaco è un martire cristiano, probabilmente originario di Pelusio e vittima forse ad Alessandria d'Egitto della persecuzione di Decio sotto il governatore Apelliano.

## Biografia
La prima notizia del martirio di Epimaco si trova nel Sinassario alessandrino, che lo commemora al 9 maggio. Le notizie relative alle circostanze del suo martirio sono desunte da alcuni frammenti in copto degli atti e da altri testi in greco (Menologio di Basilio II, Sinassario sirmondiano) che lo ricordano al 30 o al 31 ottobre.
Era probabilmente un tessitore di ventisette anni originario di Pelusio. Desiderando confessare la sua fede, si recò ad Alessandria e si presentò al governatore Apelliano, davanti al quale rovesciò l'altare degli idoli. Fu messo in carcere e sottoposto a vari tormenti: durante le torture, una goccia di sangue di Epimaco schizzò su una fanciulla cieca che assisteva ai supplizi ridandole la vista. Infine, fu decapitato e sepolto a Pelusio, dove fu eretta una chiesa in suo onore.

## Culto
Viene identificato con un omonimo martire, vittima ad Alessandria delle persecuzioni di Decio, e con il compagno di Gordiano, ucciso a Roma sotto Giuliano l'Apostata.
Il suo elogio si legge nel Martirologio romano al 31 ottobre.